# Ludwik (książę Anhalt-Köthen)
Ludwig August Karl Friedrich (ur. 20 września 1802 w Köthen, zm. 16 grudnia 1818 w Lipsku) – książę Anhalt-Köthen z dynastii askańskiej.
Urodził się jako bratanek księcia Anhalt-Kothen Augusta Chrystiana Fryderyka. Jego rodzicami byli młodszy brat władcy książę Ludwik i jego żona księżna Ludwika. Na tron wstąpił po bezpotomnej śmierci stryja 5 maja 1812. W chwili kiedy został monarchą jego władztwo wchodziło w skład Związku Reńskiego (Należące do niego państwa były formalnie suwerenne – mogły prowadzić politykę zagraniczną, w praktyce znajdowały się jednak pod przemożnym wpływem cesarza Francuzów Napoleona I. Związek ten przestał istnieć w 1813. W 1815 księstwo Anhalt-Kothen zostało członkiem Związku Niemieckiego (będącego luźną konfederacją państw). Z powodu małoletności władcy regencję w jego imieniu sprawowali książęta Anhalt-Dessau - Leopold III (do swojej śmierci w 1817), następnie jego wnuk Leopold IV.
Książę Ludwik zmarł bezżennie i bezpotomnie. Został pochowany w kościele św. Jakuba w Köthen. Po śmierci monarchy jego następcą został kuzyn drugiego stopnia - książę Anhalt-Pless Fryderyk Ferdynand.